# Boeing 247
De Boeing 247, die voor het eerst vloog in 1933, is een van de eerste vliegtuigen van de Amerikaanse vliegtuigfabriek The Boeing Company. Het toestel is een tweemotorige laagdekker dat van de eenmotorige B200 Monomail en de tweemotorige B215 is afgeleid.

## Geschiedenis
De Boeing 247 was Boeings eerste verkeersvliegtuig dat geheel uit metaal was opgebouwd. Tot dan toe was het gebruikelijk dat vliegtuigen een houten frame hadden, bijeengehouden met houtlijm en bespannen met linnen. Na een aantal vliegrampen die aan zwakheden in de constructie te wijten waren, verzwaarden de Amerikaanse autoriteiten de luchtwaardigheidseisen voor nieuwe vliegtuigen, waar Boeing op inhaakte. De semi-zelfdragende aluminium 247 met zijn stroomlijnvorm, intrekbaar landingsgestel en automatische piloot gold als revolutionair. De cabine bood plaats aan tien passagiers en er werd gevlogen met een tweekoppige bemanning. 

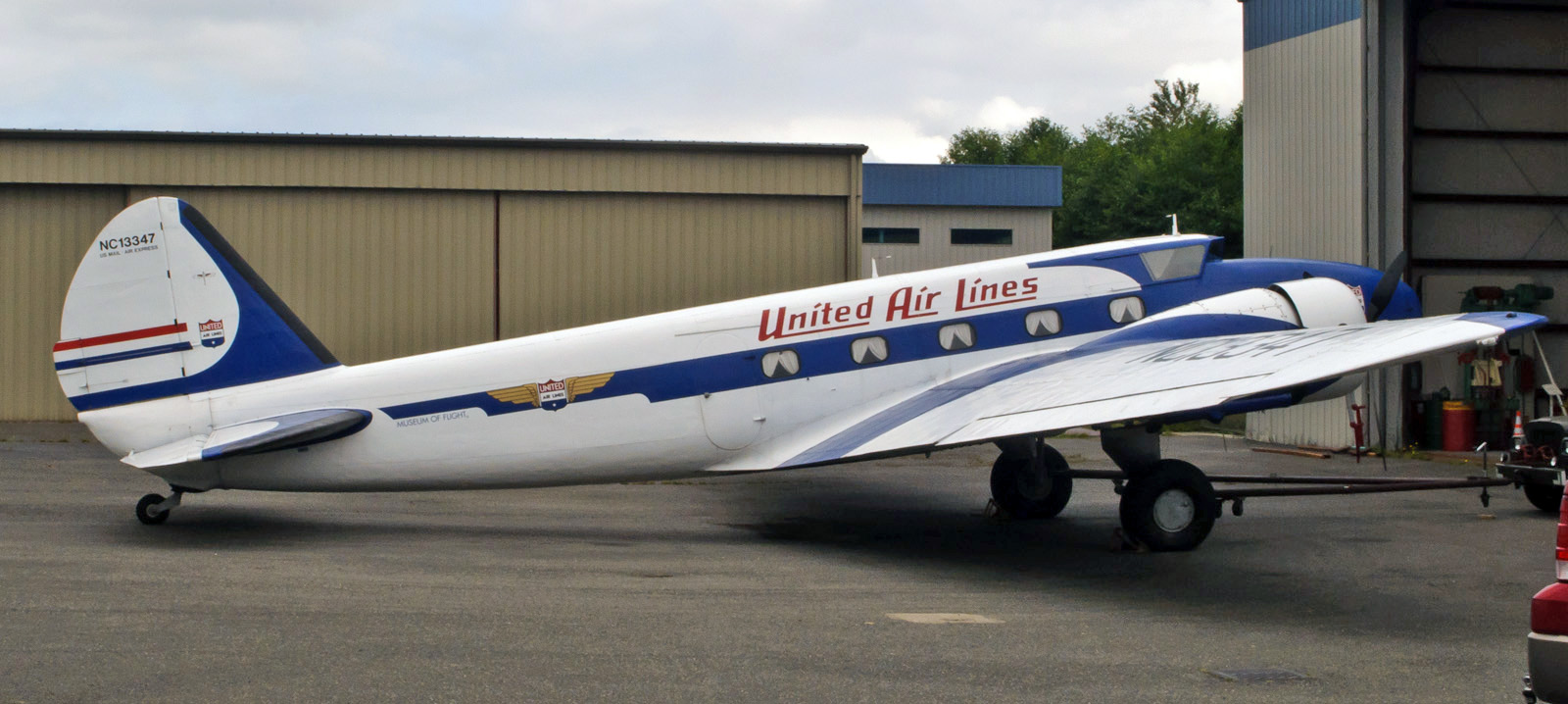
De laatste luchtwaardige Boeing 247, gefotografeerd in 2012 in het Museum of Flight in Seattle

De Boeing 247 maakte de eerste vlucht op 8 februari 1933 en was vrijwel meteen een succes. In totaal zijn 75 exemplaren geproduceerd. De eerste klant was Boeing Air Transport, het latere United Airlines, dat vijftien machines had besteld. Dat aantal werd al snel vergroot tot 60. Daarbij kwamen tien stuks voor het moederbedrijf UATC (United Aircraft and Transport Corporation), vier voor de Duitse Lufthansa en een voor een particulier in China.  
Door de omvang van deze order had Boeing nauwelijks capaciteit om aan andere klanten te leveren, zodat concurrerende vliegtuigbouwers hun kans grepen. Vooral de Douglas Aircraft Company maakte gebruik van het feit dat Boeing een order van TWA had afgewezen. Douglas haalde TWA binnen als klant, ging ook metalen vliegtuigen bouwen (de DC-1 en de daaruit ontwikkelde DC-2 en DC-3) en behaalde uiteindelijk veel hogere verkoopcijfers dan Boeing met de 247, die met zijn accommodatie voor maximaal tien passagiers aan de krappe kant was. 
De Boeing 247 werd ook bekend doordat een exemplaar in 1934 deelnam aan de Melbourne race (de MacRobertson Air Race Londen-Melbourne). Het toestel werd derde in het algemeen klassement en tweede in de handicapklasse, achter de Douglas DC-2 Uiver van de KLM.

## Naslagwerk
- (en)  LINDEN, F. Robert van der, The Boeing 247, The first modern airliner. University of Washington Press, 1991, ISBN 0-295-97094-4